# Girolamo Romani
Girolamo Romani (il Romanino) (c. 1485 – 1566) foi um pintor italiano da Alta Renascença. Trabalhou em Veneza e na região da Lombardia, perto da Bréscia. Sua longa carreira apresentou quatro estilos diferentes. 
Suas pinturas têm influências ecléticas, usando as cores de Veneza e os modelos de Florença e da Lombardia, de Altobello Melone.
Trabalhou com Alessandro Bonvicino na decoração da "Cappella del Sacramento" em San Giovanni Evangelista, na Bréscia. Seu São Mateus e o Anjo mostra o apóstolo trabalhando à luz de velas e representa um das primeiras obras noturnas da pintura italiana, um estilo que Correggio e Cambiaso logo seguiriam. Trabalhou também com Dosso Dossi.
Entre seus aprendizes estão seu genro Lattanzio Gambara, Girolamo Muziano, and Stefano Rosa. Acredita-se que tenha influenciado Giulio Campi.